# 吉田豊 (古文書研究家)
吉田 豊（よしだ ゆたか、1933年2月21日 - ）は、日本の古文書研究家。主な分野は江戸から明治期の文芸、草双紙の収集・研究。

## 略歴
1933年、福島県郡山市出身。國學院大学文学部卒業。
林美一に師事し、平成期を通じ古文書解読の講師として活動。
生涯学習1級インストラクター（古文書）。

## 著作
- 『江戸かな古文書入門』
- 『寺子屋式古文書手習い』
- 『江戸服飾史談-大槻如電講義録』
- 『寺子屋式古文書女筆入門』
- 『江戸のマスコミ「かわら版」』
- チャレンジ江戸の古文書シリーズ ほか